# Ladice (princesa cirenaica)
Ladice de Cirene (hebreu: Λαδική‎; fl. 548 aC a 526 aC) va ser una princesa grega de Cirene membre de la dinastia Battiad. Es va casar amb el faraó egipci Amosis II. Quan va quedar vídua d'Amosis l'any 526 aC, va tornar d'Egipte a Cirene.

## Biografia
Ladice era filla del cinquè rei grec de Cirenea Batos III i de la reina grega de Cirene Ferètima. El seu germà va ser el següent rei grec de Cirene Arcesilau III. Encara que els seus avis materns són desconeguts, els paterns van ser el quart rei grec de Cirene Arcesilau II i la reina Eryxo. Tot i que es considera que el seu pare va ser Batos III, Heròdot va sugerir que, segons altres relats, el seu pare podria haver estat Arcesilau II o, fins i tot, Critòbul, un dels principals ciutadans grecs del Cirene.
Ladice no és gaire coneguda a la història de l'antic Egipte i el seu nom no s'ha trobat en cap monument de l'època. Tampoc s'esmenta en cap inscripció egípcia de l'època. Tanmateix, el seu matrimoni amb Amosis va fomentar les interaccions culturals i comercials entre Egipte i els seus veïns a la Mediterrània.

### Matrimoni am Amosis II
Després del 548 aC, es va casar amb el faraó Amosis II com a quarta esposa. Abans del matrimoni de Ladice amb Amosis, el seu pare havia fet una aliança amb el faraó per protegir Cirene de la població local líbia i la seva aristocràcia. Amosis, com a mostra de la seva bona voluntat i amistat amb Batos, va voler casar-se amb una dona grega de Cirene i Batos li va permetre seleccionar qualsevol dona amb qui es volgués casar i va triar Ladice. Ladice i Amosis es van casar a Cirene.
Segons Heròdot, es deia que quan Amosis i Ladice van tornar al seu palau de Sais, a Egipte, el seu matrimoni no es va consumar durant un temps. Cada vegada que Amosis anava al llit amb Ladice, no podia mantenir relacions amb ella, tot i que sí que podia amb les seves altres dones. El faraó va pensar que Ladice podria haver-lo embruixat i la va acusar formalment. Si s'hagués declarat culpable el càstig hauria estat la pena de mort. Ella va negar l'acusació, però sense efecte. Així que Ladice va fer una pregària silenciosa a la deessa grega de l'amor Afrodita, que li va prometre una estàtua a Cirene si la salvava. La deessa va respondre a la seva pregària, el seu matrimoni es va consumar i el faraó es va enamorar profundament d'ella. Amosis va retirar la seva acusació i Ladice va ordenar que es fes una estàtua a la imatge d'Afrodita i la va enviar a Cirene. L'estàtua encara hi era en temps d'Heròdot.

### Descendència
Es desconeix si Ladice i Amosis van tenir fills. Tanmateix, gràcies al seu matrimoni amb el faraó, Ladice tenia dos fillastres, els dos fills que Amosis havia tingut amb la seva primera i tercera esposa. Aquests fills eren el príncep Amose i el que més tard esdevingué l'últim faraó de la dinastia Psamètic III, fill de la reina Tentkheta.

## Tornada a Cirene
Quan Amosis va morir el 526 aC, Psamètic III es va convertir en faraó i va governar fins al 525 aC, quan el rei Cambises II de Pèrsia va conquerir Egipte. Quan Cambises va descobrir qui era Ladice, la va enviar de tornada a Cirene des d'Egipte. Després del seu retorn a Cirene, no se sap res més d'ella.